# Janež Kršinar
Janež „Jani” Kršinar (ur. 7 kwietnia 1962 w Lublanie) – reprezentant Jugosławii w biegach narciarskich, uczestnik zimowych igrzysk olimpijskich w Sarajewie (1984) i Calgary (1988).

## Osiągnięcia

### Igrzyska olimpijskie
| Miejsce | Dzień     | Rok  | Miejscowość | Konkurencja             | Czas biegu | Strata   | Zwycięzca            |
| ------- | --------- | ---- | ----------- | ----------------------- | ---------- | -------- | -------------------- |
| 51.     | 10 lutego | 1984 | Sarajewo    | 30 km stylem dowolnym   | 1:28:56,3  | +11:49,2 | Nikołaj Zimiatow     |
| 12.     | 16 lutego | 1984 | Sarajewo    | Sztafeta 4 × 10 km      | 1:55:06,3  | +9:36,5  | Szwecja              |
| 36.     | 19 lutego | 1984 | Sarajewo    | 50 km stylem klasycznym | 2:15:55,8  | +14:20,6 | Thomas Wassberg      |
| 34.     | 15 lutego | 1988 | Calgary     | 30 km stylem klasycznym | 1:24:26,3  | +7:35,8  | Aleksiej Prokurorow  |
| 39.     | 19 lutego | 1988 | Calgary     | 15 km stylem klasycznym | 41:18,9    | +4:35,9  | Michaił Diewiatjarow |
| 30.     | 27 lutego | 1988 | Calgary     | 50 km stylem dowolnym   | 2:04:30,9  | +8:02,6  | Gunde Svan           |